# Сержиньйо Дест
Сержиньйо Дест (англ. Sergiño Dest, нар. 3 листопада 2000, Алмере) — американський футболіст, правий захисник нідерландського клубу ПСВ та збірної США.

## Клубна кар'єра
Народився 3 листопада 2000 року в місті Алмере. Вихованець юнацьких команд футбольних клубів «Алмере Сіті» та «Аякс». У 2018 році Сержиньо почав виступати за дублюючий склад останніх. У Ерстедивізі за «Йонг Аякс» дебютував 15 жовтня у матчі проти «Йонг ПСВ», зустріч завершилася поразкою його команди з рахунком 2:1. 30 листопада забив свій перший гол, відзначився в матчі з «Твенте». У грудні 2018 року підписав свій перший контракт з «Аяксом» до червня 2021 року.
1 жовтня 2020 року Сержиньйо Дест за 21 мільйон євро перейшов до каталонської «Барселони», з якою підписав п'ятирічний контракт.  

## Виступи за збірну
Сержиньйо народився в родині суринамансько-американського батька і нідерландської матері, тому міг право обирати між трьома збірними. 2017 року у складі юнацької збірної США до 17 років взяв участь у юнацькому чемпіонаті світу в Індії, ставши чвертьфіналістом турніру.
У 2018 році у складі молодіжної збірної США Дест взяв участь в молодіжному чемпіонаті КОНКАКАФ. На турнірі він зіграв у чотирьох матчах, допомігши своїй команді здобути золоті медалі турніру. Цей результат дозволив команді кваліфікуватись на молодіжний чемпіонат світу 2019 року, куди поїхав і Сержиньйо. На «мундіалі» відзначився голом у матчі групового етапу з Україною (1:2).
| Дата       | Місто          | Господарі         | Результат  | Гості      | Турнір                                     | Голи | Примітки |
| ---------- | -------------- | ----------------- | ---------- | ---------- | ------------------------------------------ | ---- | -------- |
| 6-9-2019   | Іст-Ратерфорд  | США               | 0 – 3      | Мексика    | товариський матч                           | -    | 68'      |
| 10-9-2019  | Сент-Луїс      | США               | 1 – 1      | Уругвай    | товариський матч                           | -    | 70'      |
| 15-11-2019 | Орландо        | США               | 4 – 1      | Канада     | Ліга націй КОНКАКАФ 2019-2020 - 2º turno   | -    | 90+2'    |
| 12-11-2020 | Суонсі         | Уельс             | 0 – 0      | США        | товариський матч                           | -    | 81'      |
| 16-11-2020 | Вінер-Нойштадт | США               | 6 – 2      | Панама     | товариський матч                           | -    |          |
| 25-3-2021  | Вінер-Нойштадт | США               | 4 – 1      | Ямайка     | товариський матч                           | 1    | 67'      |
| 28-3-2021  | Белфаст        | Північна Ірландія | 1 – 2      | США        | товариський матч                           | -    | 46'      |
| 30-5-2021  | Санкт-Галлен   | Швейцарія         | 2 – 1      | США        | товариський матч                           | -    |          |
| 3-6-2021   | Денвер         | США               | 1 – 0      | Гондурас   | Ліга націй КОНКАКАФ 2019-2020 - Semifinale | -    |          |
| 6-6-2021   | Денвер         | США               | 3 – 2 д.ч. | Мексика    | Ліга націй КОНКАКАФ 2019-2020 - Finale     | -    | 60'      |
| 9-6-2021   | Санді          | США               | 4 – 0      | Коста-Рика | товариський матч                           | -    | 82'      |
| 2-9-2021   | Сан-Сальвадор  | Сальвадор         | 0 – 0      | США        | Відбір до ЧС 2022                          | -    | 76'      |
| 5-9-2021   | Нашвілл        | США               | 1 – 1      | Канада     | Відбір до ЧС 2022                          | -    | 44'      |
| 7-10-2021  | Остін          | США               | 2 – 0      | Ямайка     | Відбір до ЧС 2022                          | -    | 77'      |
| 13-10-2021 | Колумбус       | США               | 2 – 1      | Коста-Рика | Відбір до ЧС 2022                          | 1    |          |
| 27-1-2022  | Колумбус       | США               | 1 – 0      | Сальвадор  | Відбір до ЧС 2022                          | -    |          |
| 30-1-2022  | Гамільтон      | Канада            | 2 – 0      | США        | Відбір до ЧС 2022                          | -    | 76'      |
| Усього     |                | Матчів            | 17         |            | Голів                                      | 2    |          |

## Титули і досягнення
- Володар Суперкубка Нідерландів (2):

«Аякс»: 2019
ПСВ: 2025
- Володар Кубка Іспанії (1):

«Барселона»: 2020-21
- Чемпіон Нідерландів (2):

ПСВ: 2023-24, 2024-25
Збірні
- Переможець Ліги націй КОНКАКАФ: 2021, 2023, 2024

Особисті досягнення
- Команда місяця Ередивізі: лютий 2024[9]